# 泷化桥
泷化桥 (越南语：／），是越南的河同铁路99.457km处。也是谅山省枝陵县与右陇县县界。从1965年起，就是越南战争美国空军与海军航空兵最重要的轰炸目标。 

## 桥梁
泷化大桥长99.457km，四孔，长73.56米，高12.5米，墩台为砂浆砌块石，上架两孔一联的30米上承连续桁梁两联。一、二孔处河床较高，平时无水；三、四孔处平时水面宽约20米，深1.2米。洪水季节，水深可达7米。桥附近地形开阔，东西两侧1公里以外，为比高500米的山地。 

## 滚雷战役
每隔十天半个月，美军机群就大规模轰炸该桥工地。 
1965年9月20日，美机第一次轰炸泷化桥。担负防空任务的援越抗美中国志愿工程队第63支队高炮第609团第2营，战斗69分钟，集火射击8次，击落美机5架，击伤1架，俘虏美军飞行员1名。泷化桥钢梁被毁，桥墩受损，两端130米铁路线被破坏，铁路运输中断。中国志愿工程队第二大队第6连经过20多个小时的抢修，平整恢复了路基，用枕木垛成墩台，架上军用梁，修复了泷化桥，恢复了通车。
1965年10月7日，美军大机群对泷化桥及伏击的高射炮阵地猛烈轰炸，第609团团长程玉山、政委李万安、参谋长王锡森等14名指战员在阵地指挥所牺牲。
随后，谅山地域的第63支队高炮第23团与泷化、谅佳的高炮第609团换防。1965年10月17日，美机7批35架对泷化桥轰炸。高炮第23团近1个小时作战，击落美机7架，击伤8架，俘虏飞行员5人。泷化桥无恙，高炮团无阵亡。
1965年11月16日，美机8批29架，低空隐蔽突防轰炸泷化桥，并对第23团高炮阵地报复性攻击。处在前沿的高炮4连损失惨重。
1967年5月31日，美机33批、148架次，对泷化桥、外苏、温州、谅山等地实施轰炸。担负防空的第35支队击落美机10架，击伤5架，俘虏飞行员5人，保卫了泷化桥等目标安全。